# الحسين المانوزي
الحسين المانوزي (ولد عام 1943 بمدينة تافروات - إختفى يوم 29 أكتوبر 1972)، هو نقابي وسياسي مغربي، عضو في الاتحاد الوطني للقوات الشعبية. اختفى بتاريخ 29 أكتوبر 1972 في مطار تونس أثناء سفره إلى المغرب.

## مسيرته
كان الحسين المانوزي من مؤسسي شبيبة حزب الاتحاد الوطني للقوات الشعبية والشبيبة الاتحادية، وكان من المناضلين الأوائل الذين ناضلوا من أجل جلاء القواعد العسكرية الأجنبية واستكمال الوحدة الترابية المغربية وفرض السيادة الشعبية والتضامن مع الشعب الجزائري.
في سنة 1964، وبعد طرده من شركة الخطوط الملكية المغربية بسبب نشاطه النقابي.التحق بأوروبا حيث استمر في العمل النقابي داخل إطار مركزية العمال ببلجيكا، وكان ينتقل من بلد إلى آخر لتوعية الجالية المغربية والمساهمة في حملة محاربة الأمية بين العمال.
في سنة 1968 عاد إلى المغرب حيث قضى عامين لم ينقطع فيها عن النضال في صفوف الاتحاد الوطني للقوات الشعبية، ثم عاد بعدها إلى فرنسا سنة 1970.
في السنة نفسها، اعتقلت السلطات عددا كبير من المناضلين الاتحاديين والعشرات من أفراد عائلة المانوزي. انتهت بمحاكمة مراكش الكبرى سنة 1971 التي خلصت إلى خمسة أحكام بالإعدام في حق كل من الحسين المانوزي وسعيد بونعيلات (محمد أجار) والفقيه محمد البصري والفقيه الفكيكي وعبد الفتاح سباطة.
واستمر الحسين المانوزي في مزاولة نشاطه السياسي في إطار حزب الاتحاد الوطني للقوات الشعبية، وكان أحد منشطي البرنامج الإذاعي «صوت التحرير» الذي كان يبث على أمواج الإذاعة الليبية.
في 29 أكتوبر 1972، المصادف للذكرى السابعة لاختطاف المناضل المهدي بن بركة، دخل الحسين إلى التراب التونسي، حيث تعرض لعملية اختطاف مدبرة بتنسيق مكشوف بين عدة أجهزة للمخابرات، اعتُبر فيها البوليسي المغربي «إدريس عضمون» المسؤول عن العملية بعدما انتحل صفة مقاول في ليبيا.
بعد عملية الاختطاف مباشرة، تم نقل الحسين إلى المغرب ولم يسمع عن مصيره أي خبر، إلى أن ذكره بلاغ لوزارة الأنباء المغربية يوم 13 يوليو 1975 إثر حادث فراره من المعتقل السري (PF3) بالرباط. وقد دام ذلك إلى أن تم اعتقاله مجددا بعد أسبوع من الفرار، من طرف إحدى فرق الدرك الملكي بنواحي عين العودة.
و في سنة 1991، وبعد إخلاء المعتقلات السرية بتازمامارت وقلعة مكونة وأكدز، نشرت الصحافة بناء على مصادر شبه رسمية أخبارا عن تدهور صحة الحسين ووجوده بإحدى المستشفيات قصد العلاج.
بعد شهر من ذلك، أعلن المجلس الاستشاري لحقوق الانسان بشكل مفاجئ عن وفاة الحسين المانوزي، دون الإدلاء بأي تفاصيل عن التحريات التي قام بها أو مصادر معلوماته.
و أمام رفض العائلة قبول ادعاءات المجلس الاستشاري، وتأكيد علي المانوزي بأن ابنه الحسين حي يرزق، تمّ إدماج اسم الحسين من جديد في لائحة مجهولي المصير (الدورة 13 للمجلس الاستشاري).